# District de Xiangzhou (Xiangyang)
Pour les articles homonymes, voir Xiangzhou (homonymie).
Le district de Xiangzhou (襄州区 ; pinyin : Xiāngzhou Qū) est une subdivision administrative de la province du Hubei en Chine. Il est placé sous la juridiction de la ville-préfecture de Xiangyang.

## Histoire
Le district porte le nom de Xiangyang jusqu'en 2010, à la suite d'un changement de nom de la ville préfecture de Xiangfan en Xiangyang, afin d'éviter les confusions, le district change aussi son nom, et porte désormais le nom de Xiangzhou.